# Investigaciones Geográficas
Investigaciones Geográficas es una revista académica cuatrimestral con reconocimiento internacional (Q3) publicada desde el Instituto de Geografía de la Universidad Nacional Autónoma de México (UNAM). Su publicación, desde 1969, registra las trayectorias de la geografía contemporánea. Todos sus números se pueden consultar en acceso abierto. La revista publica principalmente artículos de investigación geográfica con orientación empírica y teórica. Abarca ámbitos tan diversos como la combinación de metodologías, técnicas y tecnologías geográficas, análisis del territorio, de la sociedad y del medio ambiente, así como de reflexión teórica, histórica y cultural del territorio. 
La revista publica trabajos teóricos o aplicados que sean resultado original de investigaciones de temas geográficos de interés social y económico; de la constitución, construcción y evolución del relieve y de la tecnología geográfica, así como de la reflexión teórica, histórica y cultural del territorio. Se interesa por trabajos con bases empíricas orientadas por metodologías novedosas de análisis espacial y del cambio geográfico, con carácter interdisciplinario.
Investigaciones Geográficas está dirigida principalmente a profesionales de la geografía, sin descuidar a otros especialistas con una orientación sobre el territorio.

## Historia
Investigaciones Geográficas comenzó a publicarse en 1969 para dar a conocer los resultados de las investigaciones que se hacían en el Instituto de Geografía de la UNAM, único centro de tal categoría en México en ese entonces. En sus inicios, su nombre fue Boletín del Instituto de Geografía, mismo que conservó durante veinte años. A partir de 1990 se publicó como Investigaciones Geográficas, Boletín del Instituto de Geografía. A partir de 2017 la revista se llama Investigaciones Geográficas. La revista tiene 48 años de publicación ininterrumpida y para agosto de 2018 ha dado a conocer 96 números.

## Impacto
Investigaciones Geográficas es una de las revistas de mayor relevancia iberoamericana en su campo. Se encuentra incluida en índices relevantes como Scopus, Scielo Citation Index, Scielo, Conacyt, DOAJ, REBID, ERIHPLUS y Dialnet. De acuerdo con Google Scholar en 2017 su índice h5 era de 9 y la mediana m5 de 12. En una consulta en febrero de 2023, Scimago Journal Rank indica que el índice H de esta revista es de 17, en el cuartil Q3, con un SJR de 0.23.

## Comité Editorial y Consejo Editorial
Actualmente es editora académica la Dra. María Teresa Sánchez y son editores asociados los doctores Héctor Mendoza Vargas y Arturo García Romero. Atlántida Coll-Hurtado, profesora emérita de la UNAM, fue editora académica de la revista hasta 2018. 
El Consejo Editorial, por su parte, lo conforman los siguientes especialistas:
- Luis Felipe Cabrales Barajas. Universidad de Guadalajara, México
- Horacio Capel. Universidad de Barcelona, España
- Juan Córdoba y Ordóñez. Universidad Complutense de Madrid, España
- Rodrigo Hidalgo Dattwyler. Pontificia Universidad Católica de Chile, Chile
- Moshe Inbar. University of Haifa, Israel
- Federico Ferretti. University College Dublin, Irlanda
- Bruno Messerli. Institute of Geography, University of Berne, Suiza
- Sarah E. Metcalfe. The University of Nottingham, Reino Unido
- Francisco Roque de Oliveira. Universidade de Lisboa, Portugal
- David J. Robinson. Syracuse University, Estados Unidos
- Ann Varley. University College London, Reino Unido
- Peter M. Ward. University of Texas at Austin, Estados Unidos